# Fayçal Bentalaa
Fayçal Bentalaa, né le 17 mai 1972 à Alger en Algérie, est un footballeur algérien devenu entraîneur des gardiens.

## Palmarès de joueur

### En Club
- NA Hussein Dey :
  - Vainqueur de Championnat d'Algérie de football D2 en 1995-1996

- WA Tlemcen
  - Vainqueur de Coup d'Algérie en 1997-1998
  - Vainqueur de Ligue des Champions Arabes en 1998

- RC Kouba
  - Vainqueur de Championnat d'Algérie de football D2 en 1999-2000

- OMR El Anasser
  - Vainqueur de Championnat d'Algérie de football D2 en 2003-2004
  - Vainqueur de Championnat d'Algérie de football D2 en 2005-2006

### En sélection
- Jeux méditerranéens 1993
  -  Médaille d'argent de football des Jeux méditerranéens 1993

## Formation d'entraîneur
- Diplômé d'un certificat de formation de football premier et deuxième degré
- Diplômé pour former des gardiens de but dans le cadre d'une formation spécialisée assurée par la FAF